# Krusbär
Krusbär (Ribes uva-crispa) är namnet både på en buske och dess bär. Det vetenskapliga namnet kommer av latinets uva (druva) och crispus (krusig), vilket syftar på att den har bär och krusiga blad, krusbär. Ett annat namn för busken är Ribes grossularia, och bären kallas även stickelbär. Krusbär är ätliga, och busken odlas för bärens skull.

## Historia
Växten kommer ursprungligen från Kaukasus och Västasien. Odlingen av krusbär tycks ha kommit igång på allvar först på 1500-talet. I Norden började det odlas först på slutet av 1600-talet. Under 1800-talet som var krusbärsodlingens glanstid sedan man i England tagit fram nya storfruktiga former, fanns vid den tiden runt 1000 olika sorter i odling. Vid 1900-talets början kom den amerikanska mjöldaggsvampen Sphaerothéca mors-uvae till Europa och ödelade mycket av förädlingsarbetet. Numera finns det sorter som är resistenta mot mjöldagg.
I Sverige stöter man på krusbärsbusken i markerna ganska långt från bebyggelse, men det är osäkert om det någonsin funnits vildväxande i landet eller om den enbart förvildats eller blivit kvar från övergivna trädgårdar.

## Biologi

### Växtplats och utbredning
Vilda krusbär växer i hagar och snårmarker, längs vägar, i stenrösen och klippspringor. Utbredning från södra Sverige upp till norra Uppland - södra Dalsland. Enstaka förekomster ända upp till Storsjöbygden i Jämtland. 

### Skott
Krusbärsbusken har både lång- och kortskott. På långskotten sitter enkla eller två-, tredelade taggar som är utskott från barken. Precis ovanför taggarna sitter knoppar, som växer ut till kortskott under vegetationsperioden. Vissa av dessa övergår till långskott medan de övriga bär blad och blommor. Knopparna skiljs från berberis genom att de inte omsluts av några bladrester.

### Blad och blommor
Bladen utvecklas ofta redan i april och är 3-5-flikiga, lite naggade, mjukhåriga med glänsande ovansida. Blommorna kommer någon månad senare i blomställningar om 1-3 blommor. Blombotten är klockformig med rödaktiga foderblad och mindre vitgula kronblad på klockans kant. Blommorna är femtaliga med fem ståndare.

### Frukt
Krusbär har sorter med stora bär och sorter med små bär. Blomställningen är inte en klase, utan 1 - 3 blommor sitter fästa vid stammen, där det finns mycket taggar. Bären har stark färg och är mycket saftiga.
Frukten är större än hos de andra arterna i släktet, och är ett enrummigt, mångfröigt bär. Bären innehåller sockerarter och citron-, vin- och äppelsyra. Hos de odlade sorterna varierar bärens storlek, form och färg. Det finns gula, röda och gröna, ludna och kala, klotrunda, ovala och päronformade.

## Krusbär som begrepp
"Blott Sverige svenska krusbär har" skrev Carl Jonas Love Almqvist i Om svenska rim.

## Lista på olika sorters krusbär
- Bumper
- Early Sulphur
- Foxhunter
- Hinnonmäki
- Invicta
- Martlet
- Prince of Orange

### Gröna
- Catharina Ohlenburg
- Landströms gröna
- Whitesmith

### Gula
- Jakob

### Röda
- Bloodhound
- Röda syltbär
- Scania
- Whinham's Industry
- Hinnonmäki röda